# Joseph-DuMont-Berufskolleg
Das Joseph-DuMont-Berufskolleg (JDBK) in Köln ist ein Berufskolleg mit dem Schwerpunkt Wirtschaft und Verwaltung. Es befindet sich in Trägerschaft der Stadt Köln.
Es setzt sich das Ziel, selbstorganisiertes, mediengestütztes Lernen in einer gesunden Schule umzusetzen. Für sein schulisches und außerschulisches Engagement erhielt die Schule bereits mehrfach den Schulentwicklungspreis „Gute gesunde Schule“ der Unfallkasse NRW.
Das JDBK führt im Dualen System den schulischen Teil der Berufsausbildung in den Branchen Handel, Medien und Recht durch. Im Rahmen unserer Doppelqualifizierung können die Auszubildenden parallel dazu den schulischen Teil der Fachhochschulreife (das sogenannte Fachabitur) erwerben.
In der 2-jährigen Höheren Berufsfachschule (“HöHa”) bereiten sich alle Schülerinnen und Schüler auf ein anstehendes Studium oder eine Berufsausbildung vor und erlangen das „Fachabitur“. In den Notebook-Klassen werden insbesondere die Medienkompetenzen ausgebaut. Zudem bietet das JDBK Klassen der Ausbildungsvorbereitung an, in denen Schülerinnen und Schüler ohne Ausbildungsplatz dabei unterstützt werden, einen Ausbildungsplatz zu finden. Sie besuchen das Berufskolleg und absolvieren gleichzeitig ein Praktikum.
Das JDBK hat zwei Standorte, die sich in den Stadtteilen Bilderstöckchen und Longerich im Kölner Norden befinden. Das Joseph-DuMont-Berufskolleg besuchen ca. 2.300 Schülerinnen und Schüler.

## Name der Schule
Der Namenspatron des JDBK wurde im Rahmen eines Schülerwettbewerbes ermittelt. Joseph DuMont war ein Kölner Kaufmann und Verleger und Sohn von Marcus DuMont, dem Gründer des Verlagshauses M. DuMont Schauberg. 1831–1861 war er Verleger der Kölnischen Zeitung.

## Geschichte
Das heutige Joseph-DuMont-Berufskolleg entstand 1929, indem die 1891 gegründeten "„Kaufmännischen Fortbildungsschulen der Stadt Köln“ in eine „Kaufmännische Berufsschule für Jungen“ (K1) und eine für Mädchen (K2) aufgeteilt wurden. Kriegsbedingt ruhte der Schulbetrieb von 1944 bis 1946.
Nach der Wiedereröffnung als „Berufskolleg 2 der Stadt Köln“ blieb die Schule zunächst eine Berufsschule für Mädchen. 1952 bekam die Schule das Gebäude Stolzestraße 5–7 zugewiesen. Durch die stetige Zunahme der Schülerzahlen war die Schule bis 1991 gezwungen, mehrere Nebenstellen zu unterhalten. Dies erschwerte die kollegiale Zusammenarbeit und die Entwicklung einer Schulidentität. Seit 1980 die zweijährige Höhere Berufsfachschule für Wirtschaft und Verwaltung der Schule angegliedert wurde, besteht die heutige Struktur der Schule.
Im Juli 1991 zog die Schule in das Gebäude in der Escher Straße 217 um. Unter der Leitung von Lothar Scheffel arbeitete das Kollegium zum ersten Mal seit Kriegsende unter einem Dach vereint. Ein weiterer Anstieg der Schülerzahlen machte 2000 die Übernahme der Schulstelle Meerfeldstraße 52 erforderlich, in der sich seitdem die Bildungsgänge der kaufmännischen Medienberufe mit Ausnahme der Auszubildenden zu Veranstaltungskaufleuten befinden.
Seit Januar 2009 beschäftigt das JDBK in Kooperation mit den Gemeinnützigen Werkstätten Köln und dem Landschaftsverband Rheinland fünf Menschen mit Behinderungen als Schulassistentinnen und -assistenten. Sie entlasten die Lehr- und Verwaltungskräfte der Schule von zahlreichen administrativen Aufgaben.
Seit November 2009 betreibt das JDBK in Kooperation mit dem benachbarten Dreikönigsgymnasium eine Mensa, die die Schüler  mit Mittagessen versorgt. Im Rahmen des Projektes: „Zwölf Arbeitsplätze für Menschen mit Behinderung am Joseph-DuMont-Berufskolleg“ betreibt die Schule die Mensa ebenfalls in Kooperation mit den Gemeinnützigen Werkstätten Köln als Lernmensa. Im November 2011 erhielt das Projekt im Rahmen des Kölner Innovationspreises Behindertenpolitik eine Belobigung.
2009 wurde das JDBK als eine von 69 Schulen in Nordrhein-Westfalen und eine von vier Schulen im Stadtgebiet von Köln mit dem Schulentwicklungspreis „Gute gesunde Schule“ der Unfallkasse Nordrhein-Westfalen ausgezeichnet. 2010 erhielt das JDBK den Schulentwicklungspreis zum zweiten, 2011 zum dritten und 2013 zum vierten und 2018 zum fünften Mal. 2019 folgte die Zertifizierung zur Fair-Trade Schule sowie die Auszeichnung zur Courage-Schule.
2024 wurde es für den Deutschen Schulpreis als einziges Berufskolleg nominiert.

## Architektur und Gebäude
Der Gebäudekomplex an der Escher Straße wurde vom Architektenteam Busmann + Haberer entworfen, das auch den Gebäudekomplex des Museum Ludwig in Köln und den Konzertsaal der Kölner Philharmonie entworfen hat. Das Gebäude, eine Kombination aus rotem Backstein und großzügig angelegten Glasflächen, wurde 1991 vom JDBK bezogen.
Folgende Bildungsgänge befinden sich in einem separaten Gebäude in der Meerfeldstraße 52 in Köln-Longerich: Fachangestellte für Markt- und Sozialforschung, Fachangestellte für Medien- und Informationsdienste, Kaufleute für audiovisuelle Medien, Kaufleute für Marketingkommunikation, Medienkaufleute Digital und Print.

## Pädagogische Arbeit, Ausstattung und Angebote

### Pädagogisches Konzept
Die Lehrerkonferenz des JDBK verabschiedete 2010 den Grundsatz, dass Schülerinnen und Schüler am JDBK selbstorganisiert, mediengestützt und gesund lernen sollen. Infolge dieses Beschlusses arbeitet das Kollegium der Schule seitdem daran, den Unterricht nach den Kriterien selbstorganisierten Lernens zu gestalten. Die Schule orientiert sich dabei eng an dem Konzept des Selbstorganisierten Lernens von Dr. Martin Herold.
Die Schule geht davon aus, dass PCs, Notebooks und mobile Endgeräte das wichtigste Handlungsinstrument im Umfeld der kaufmännischen Berufe sind. Entsprechend setzt die Schule Arbeitsplatz-PCs, Notebooks und Tablet-PCs verstärkt im Unterricht ein und erlaubt Schülerinnen und Schülern die Nutzung eigener Endgeräte in der Schule.
Im Rahmen des gesunden Lernens setzt die Schule ihre Kompetenz als vierfacher Preisträger der Auszeichnung „Gute, gesunde Schule“ der Unfallkasse NRW ein, um Schülerinnen und Schülern Impulse zu geben, wie sie sich in ihrer Berufsausübung und in ihrem Privatleben nachhaltig von Gesundheitsschäden schützen.

### Bildungsgänge

#### Berufsschule
Das JDBK führt im Rahmen der Dualen Berufsausbildung den Berufschulunterricht für Auszubildende in elf Ausbildungsberufen durch.
Kaufmann im Groß- und Außenhandel und Automobilkaufmann: Ausbildungsbetriebe können dabei festlegen, ob das JDBK ihre Auszubildenden im Teilzeit- oder Blockunterricht beschulen soll. Im Teilzeitunterricht kommen die Schüler während ihrer Ausbildung an zwei Tagen in der Woche vormittags in den Unterricht, in der Regel sechs Schulstunden pro Tag. Im Blockmodell kommen die Schüler pro Ausbildungsjahr zwölf Wochen lang täglich in die Schule und erhalten in dieser Zeit den Schulunterricht des jeweiligen Ausbildungsjahres am Stück, in der Regel sechs bis acht Schulstunden täglich. Sonderregelungen gibt es für Auszubildende, die ihre Ausbildung auf zweieinhalb bzw. zwei Jahre verkürzen. Eine besondere Form der Ausbildung stellt bei den Groß- und Außenhandelskaufleuten die Doppelqualifikation FH dar, bei der die Auszubildenden neben ihrem Ausbildungsberuf durch einen erweiterten Berufsschulunterricht gleichzeitig die Fachhochschulreife erwerben können. Der Bildungsbereich Handel wird an der Schulstelle Escher Straße in Köln-Bilderstöckchen unterrichtet.
Buchhändler, Fachangestellte für Markt- und Sozialforschung, Fachangestellte für Medien- und Informationsdienste, Kaufleute für audiovisuelle Medien, Veranstaltungskaufleute (Veranstaltungskaufmann), Medienkaufleute Digital und Print sowie Kaufleute für Marketingkommunikation: Auch hier gibt es in verschiedenen Bildungsgängen die Möglichkeit, den Berufsschulteil der Ausbildung wahlweise im Block- oder Teilzeitunterricht zu absolvieren. Die Bildungsgänge der kaufmännischen Medienberufe werden in der Schulstelle Meerfeldstraße 52 in Köln-Longerich unterrichtet. Eine Ausnahme bildet der Bildungsgang Veranstaltungskaufleute, der an der Schulstelle Escher Straße unterrichtet wird.
Filme und Kurzfilme, die die Schülerinnen und Schüler im Rahmen ihrer Ausbildung produzieren, wurden mehrfach im landesweiten TV-Lernsender nrwision ausgestrahlt.
Rechtsanwaltsfachangestellter und Notarfachangestellter: Hier bietet das JDBK zusätzlich den Bildungsgang FOS – Fachoberschule für Wirtschaft und Verwaltung für auszubildende Rechtsanwaltsfachangestellte – an. Daneben bietet der Bildungsbereich Ganztagsunterricht im Rahmen der Initiative Ganztagsberufsschule in der gesunden Schule (GigS) und eine Beschulung als „Legal Secretary“ mit Schwerpunkt Englisch an.

#### Vollzeitunterricht

##### Klassen der Ausbildungsvorbereitung
Im Bereich „Klassen für Schüler/rinnen ohne Berufsausbildungsverhältnis (KSoB)“ bietet das JDBK Ausbildungsvorbereitungsklassen an, in denen Schüler über eine Kombination aus Berufspraktikum (drei Tage/Woche) und Berufsschulunterricht (zwei Tage/Woche) eine verbesserte Perspektive für einen Ausbildungsplatz im Dualen Berufsausbildungssystem erwerben sollen. Die BerufspraXisklassen werden dem Vollzeitbereich zugerechnet, da die Schülerinnen und Schüler von der Schule auch während ihres Praktikums außerhalb der Unterrichtszeiten begleitet werden.

##### 2-jährige Höhere Berufsfachschule („HöHa“)
In der 2-jährigen Höheren Berufsfachschule (ehemalige Höhere Handelsschule) bietet das JDBK Schülern mit Fachoberschulreife (Realschulabschluss) die Möglichkeit, innerhalb von zwei Jahren die Fachhochschulreife zu erwerben. Als kaufmännisches Berufskolleg legt das JDBK dabei einen Schwerpunkt auf die Bereiche Wirtschaft und Verwaltung. Neben Deutsch, Englisch und Mathematik sind deshalb Betriebswirtschaftliches Rechnungswesen und Informationswirtschaft Kernfächer.
Eine Besonderheit stellen am JDBK die Notebookklassen dar. Schüler haben in diesem Lernkonzept die Möglichkeit, den Unterricht über die  zwei Jahre mit einem eigenen Notebook zu besuchen und durch den  Einsatz im Unterricht Fähigkeiten im Umgang mit den gängigen PC-Anwendungen zu vertiefen. Für die Organisation und Moderation des Unterrichts steht den Lehrern neben den klassischen Lehrmitteln eine Lernplattform zur Verfügung.

## Öffentlichkeitsarbeit

### Förderverein
Über den Förderverein des JDBK werden Projekte zur weiteren Verbesserung des Bildungsangebotes finanziert. Gelder werden u. a. durch einen schuleigenen Kiosk oder die Teilnahme an der Initiative Schulengel sowie durch Spenden und Beiträge eingenommen.

### Event-Köln e. V.
Der Event-Köln e. V. wurde im Jahr 2004 von Lehrern des Bildungsbereiches Medien gegründet.
Der Verein bietet den Auszubildenden des Bildungsbereiches Medien den rechtlichen Rahmen, um im Rahmen ihrer schulischen Ausbildung am JDBK Projektarbeiten durchführen zu können. Unterstützt werden dabei vor allem Projekte gemeinnütziger Organisationen.

### Besonderheiten, Auszeichnungen

#### Inklusionsarbeit
Im Rahmen eines Projektes zur Integration von Menschen mit einem Handicap in den Berufsalltag, das die Gemeinnützigen Werkstätten Köln, die Stadt Köln und der Landschaftsverband Rheinland initiiert hatten, nahmen im Januar 2009 drei Menschen mit Behinderungen als Schulassistenten am JDBK ihre Arbeit auf. 2010 starteten zwei weitere Assistentinnen.
Im November 2009 begannen zwölf Menschen mit Behinderungen in der Lernmensa des JDBK ihre Ausbildung zu Systemgastronomen.

#### Soziales Engagement
Die Schüler des JDBK erliefen in Sponsorenläufen 2008 und 2011 jeweils 15.000 und 16.000 Euro zugunsten gemeinnütziger Organisationen.

#### Auszeichnungen
- 2000 erhielt das JDBK im Rahmen der Initiative „Öffnung von Schule“ einen Preis für das Projekt „Bewegende Bilder“.
- 2003 Auszeichnung im Rahmen des Bundesfremdsprachenpreises für das Filmprojekt einer Fachklasse für Verlagskaufleute
- 2007 Deutscher Arbeitgeberpreis für Bildung der BDA
- 2009 Schulentwicklungspreis Gute gesunde Schule der Unfallkasse NRW
- 2010 Schulentwicklungspreis Gute gesunde Schule der Unfallkasse NRW
- 2011 Schulentwicklungspreis Gute gesunde Schule der Unfallkasse NRW
- 2013 Schulentwicklungspreis Gute gesunde Schule der Unfallkasse NRW
- 2018 Schulentwicklungspreis Gute gesunde Schule der Unfallkasse NRW
- 2019 Zertifizierung zur Fair-Trade-Schule sowie Auszeichnung zur Courage-Schule